# Schlacht bei Kljastizy
Wilkomir – Grodno – Mir – Ekau – Riga – Mogiljow – Ostrowno – Kobrin – Kljastizy – Gorodeczno – Smolensk – Polozk I – Walutino – Borodino – Moschaisk – Tarutino – Malojaroslawez – Polozk II – Wjasma – Dorogobusch – Tschaschniki – Ljachowo – Smoljany – Kaidanow – Krasnoi – Borissow – Beresina
Die Schlacht bei Kljastizy / Klyastitsy, auch als Schlacht bei Jakubowo bezeichnet, gehört zu einer Reihe von militärischen Auseinandersetzungen, welche im Jahre 1812 in der Nähe von Kljaszizy (belarussisch Клясціцы, russisch Клястицы ‚Kljastizy‘) an der Drissa in der Oblast Witebsk stattfanden. Die Hauptgefechtstätigkeit lag an der Straße zwischen Polozk und Sebesch. In der folgenden Schlacht standen sich das russische 1. Korps unter dem Grafen von Wittgenstein und das französische II. Armeekorps unter dem Marschall Charles Nicolas Oudinot gegenüber.
Das Ergebnis war für beide Seiten unbefriedigend, nach schweren Verlusten zogen sich die Parteien in Verteidigungsstellungen zurück.

## Vorgeschichte
Das russische 1. Korps unter dem Grafen von Wittgenstein hatte Befehl, aus den Raum Sankt Petersburg nach Pokajowsky und Drissa vorzugehen, um die 1. Westarmee zu verstärken.
Die russische 1. Westarmee unter General Barclay de Tolly hatte aber bereits am 18. Juli begonnen, das befestigte Lager von Drissa zu verlassen. Das französische II. Korps unter Oudinot zerstörte das verlassene Lager, ließ eine Division unter General Merle und eine Brigade leichter Reiter in Disna zurück und begann ungehindert den Düna-Übergang. Gleichzeitig operierte links davon das X. Armeekorps unter Marschall MacDonald gegen Riga, das vom russischen General Essen gesichert wurde. Während Napoleon mit der Hauptmacht der Grande Armée auf Witebsk abmarschierte, um über Smolensk die große Straße nach Moskau zu gewinnen, ließ Oudinot am 26. Juli Polozk besetzen.
Während Oudinots Truppen auf seinem Weg nach St. Petersburg am 29. Juli das Dorf Kljastizy besetzten, wurde seine Vorhut mit zwölf Kavallerieschwadronen bei Kljastizy von acht russischen Husaren- und Kosakenschwadronen unter General Kulnew überraschend angegriffen und einen Tag lang aufgehalten.

## Die Schlacht
Obwohl der Graf von Wittgenstein von der gegnerischen Überzahl Kenntnis hatte, entschloss er sich, am 30. Juli anzugreifen. Die französischen Truppen waren 28.000 Mann stark, denen etwa 17.000 Russen gegenüberstanden. Um 14:00 Uhr begann die etwa 4.000 Mann starke russische Vorhut unter General Kulnew die französische Vorhut anzugreifen. Der Kampf in der Nähe des Dorfes Jakubowo dauerte den ganzen folgenden Tag über an. Oudinot hatte die inzwischen eingetroffenen Infanteriedivision Verdier und die Kürassierdivision unter Doumerc als zweites und drittes Treffen hinter der Division Legrand in die Schlacht eingeführt. Die russische Division unter Gregor von Berg versuchte, die Franzosen zurückzudrängen, diese konnten jedoch Jakubowo unter ihre Kontrolle bringen.
Am 31. Juli, nach mehrfachen Angriffen und Gegenangriffen, gelang es den Russen, Oudinot auf Kljastizy zurückzudrängen, selbst der Wagen des Marschalls fiel den Russen in die Hände. Im Zuge der Verfolgung der weichenden Franzosen hatten die Russen den Befehl erhalten, den Nishcha Bach zu überqueren. Als Oudinot das erkannte, befahl er, die einzige Brücke durch Feuer zu zerstören.
Während russische Kavallerie den Nishcha Bach durchwatete, gelang es dem 2. Bataillon des  «Pawlowsk Grenadierregiments», die brennende Brücke zu überqueren. 
Kulnew setzte am 1. August die Verfolgung der Franzosen mit einigen Kavallerieregimentern und einem Infanteriebataillon fort. Nach dem Überqueren der Drissa geriet er mit seinen Soldaten in  der Nähe des Dorfes Bojarschina in einen Hinterhalt und erlitt schwere Verluste durch die französische Artillerie. General Kulnew wurde schwer verwundet (er verlor beide Beine durch eine Kanonenkugel) und starb noch am gleichen Tag. Letztendlich zog sich Oudinot nach Kljastizy zurück, was das Scheitern des französischen Vormarsches nach St. Petersburg bedeutete.

## Auswirkungen
Wittgenstein wurde der St. Georg Orden zweiter Klasse verliehen. Zar Alexander I. soll ihn als „Retter von St. Petersburg“ bezeichnet haben. Kapitan Krylow, dessen Einheit als erste die brennende Brücke überquerte, erhielt den St. Georg Orden vierter Klasse verliehen.
- Koordinate: 55° 53′ 14″ N, 28° 36′ 24″ O